# Vernioz
Vernioz ist eine französische Gemeinde mit 1.503 Einwohnern (Stand: 1. Januar 2022) im Département Isère in der Region Auvergne-Rhône-Alpes; sie gehört zum Arrondissement Vienne und zum Kanton Vienne-2 (bis 2015: Kanton Roussillon).

## Geografie
Vernioz liegt etwa zehn Kilometer südlich von Vienne. Der Fluss Varèze begrenzt die Gemeinde im Süden. Umgeben wird Vernioz von den Nachbargemeinden Les Côtes-d’Arey im Norden, Chalon im Nordosten, Monsteroux-Milieu im Osten, Assieu im Süden sowie Cheyssieu im Westen.

## Bevölkerungsentwicklung
| Jahr                       | 1962 | 1968 | 1975 | 1982 | 1990 | 1999 | 2006 | 2017 |
| -------------------------- | ---- | ---- | ---- | ---- | ---- | ---- | ---- | ---- |
| Einwohner                  | 512  | 531  | 475  | 689  | 798  | 888  | 1055 | 1294 |
| Quellen: Cassini und INSEE |      |      |      |      |      |      |      |      |

## Persönlichkeiten
- Louis-Hugues Vincent (1872–1960), Dominikaner und Biblischer Archäologe

## Sehenswürdigkeiten
- KircheSaint-Pierre
- Kirche Saint-Alban im Ortsteil Saint-Alban de Varèze
- Park Le Bois Marquis

## Weblinks

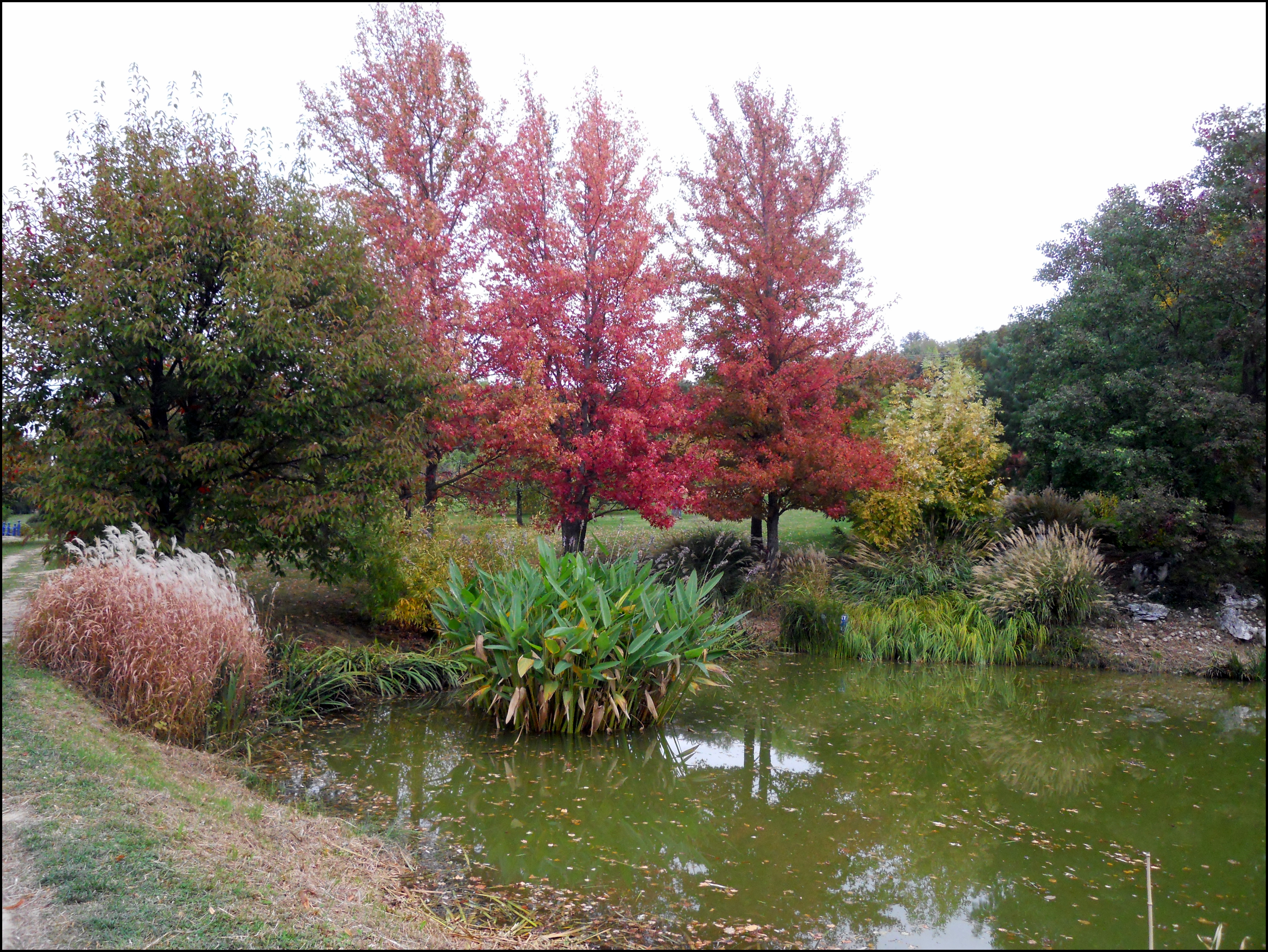
Park Le Bois Marquis